# Dějiny Japonska
Dějiny Japonska jsou dějinami ostrovního národa, který zažil dlouhá období dobrovolné izolace od okolního světa i období radikálních změn a přejímání cizích vzorů.

## Předhistorické období a starověké Japonsko

### Období paleolitu

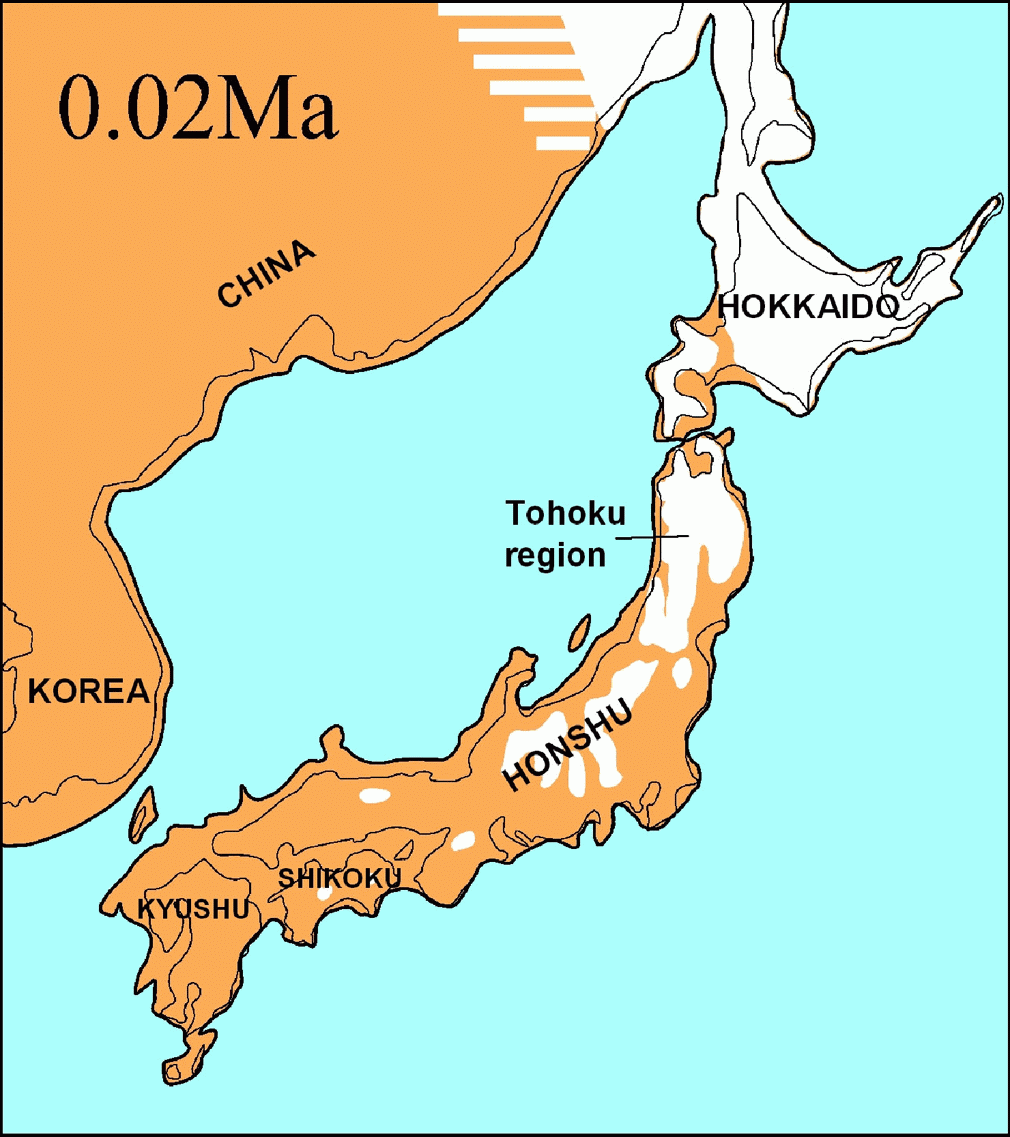
Japonsko během posledního ledovcového maxima v pozdním pleistocénu před přibližně 20 000 lety:
Regiony nad hladinou moře
Bez vegetace
Moře
Černá linie značí území dnešního Japonska

První lovci dorazili na japonské ostrovy v období paleolitu, nezůstaly však po nich skoro žádné důkazy, protože kvůli tamějším kyselým půdám nedošlo k jejich fosilizaci. Nicméně archeologické výzkumy a nálezy seker s broušeným ostřím naznačují, že lidé druhu Homo sapiens žili na ostrovech okolo roku 30 000 př. n. l. Přišli nejspíše přes pevninské mosty, které spojovaly Hokkaidó s asijským kontinentem, a z Korejského poloostrova. Existují však i důkazy, že přišli po moři z jihovýchodní Asie během migrace směrem k Tichému oceánu. Důkazy o lidském obydlí byly nalezeny ve vápencové jeskyni Jamašita v okinawském městě Naha z období před 32 000 lety př. n. l. a v ruinách jeskyně Širaho saonetabaru na ostrově Išigaki z období před 20 000 lety př. n. l.

### Období Džómon (do 300 př. n. l.)

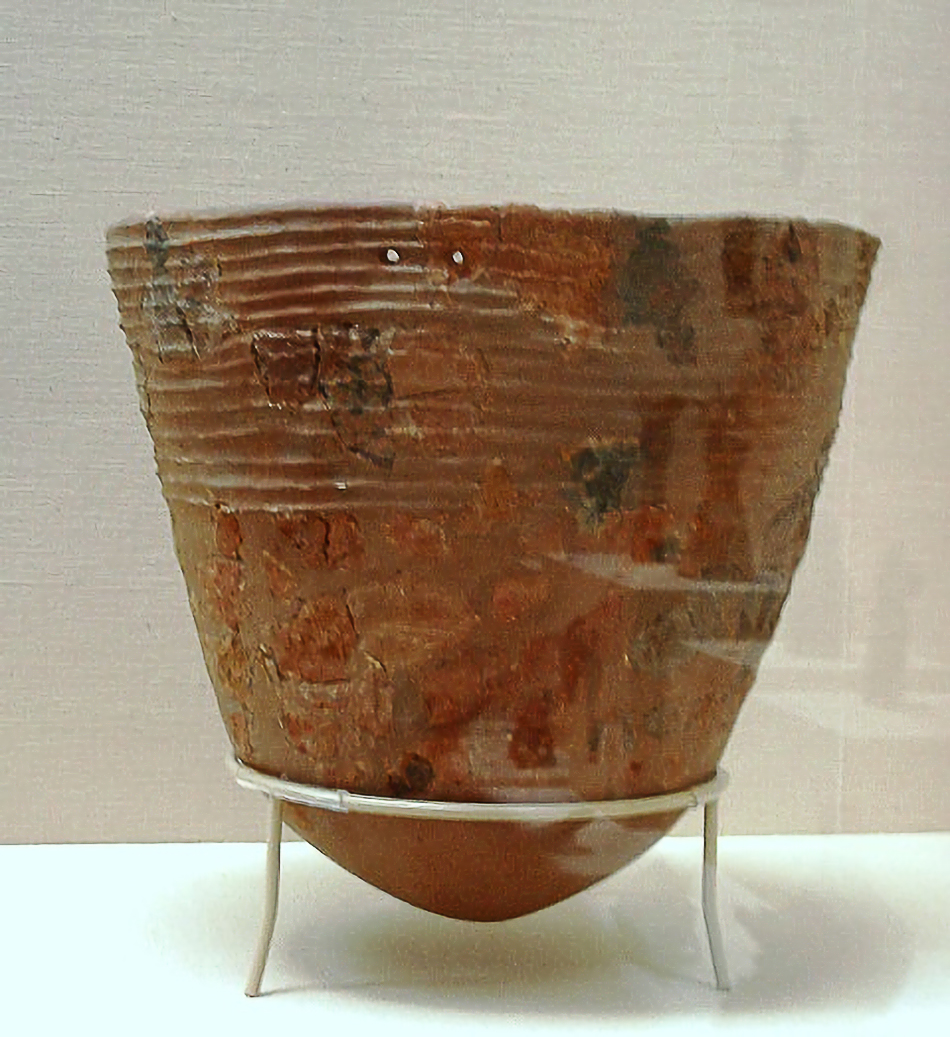
Keramika z období Džómon

Období Džómon (縄文時代; Džómon-džidai) trvalo přibližně od roku 10 000 př. n. l. do roku 300 př. n. l.
Přibližně od roku 10 000 př. n. l. se vyvíjela tzv. kultura Džómon, pro kterou je charakteristická výroba keramiky s provazcovitými vzory. Nejstarší nálezy se tradičně datují mezi roky 10 000 – 7500 př. n. l. a to z japonské keramiky dělá nejstarší keramiku světa. Nejnovější výsledky měření stáří džómonské keramiky pomocí radiokarbonové metody navíc posunují počátek období Džómon až do roku 14 500 př. n. l.
Dalšími typickými archeologickými nálezy z této doby jsou hliněné figurky dogú, které zřejmě sloužily k náboženským a kultovním účelům.

### Období Jajoi (300 př. n. l. – 250 n. l.)
Období Jajoi (弥生時代; Jajoi-džidai) trvalo přibližně od roku 300 př. n. l. do roku 250 n. l.
Někdy okolo roku 300 př. n. l. začala kulturu Džómon nahrazovat nová kultura zvaná Jajoi (kultura Jajoi), podle lokality Jajoi v dnešním tokijském obvodě Bunkjó, kde byly vykopány první keramické nádoby pro ní charakteristické. Kultura Jajoi vznikla v období, kdy do Japonska přišlo množství imigrantů z Koreje, kteří s sebou přinesli pěstování rýže a technologii zpracování kovů. S jejím příchodem Japonsko vstoupilo do doby železné. V tomto období se postupně zvyšoval počet obyvatel a společnost se stala komplexnější – lidé tkali plátno, žili v trvalých zemědělských obcích, stavěli budovy ze dřeva a kamene, získávali majetek prostřednictvím vlastnictví půdy a uskladňování obilí a vytvořili zřetelné společenské třídy. Jajoiské období trvalo přibližně 600 let až do konce 3. století našeho letopočtu.

### Období Jamato (250 – 710)
Období Jamato (大和時代; Jamato-džidai) trvalo přibližně od roku 250 do roku 710. Bylo to období, kdy císařský dvůr vládl Japonsku z provincie Jamato, dnešní prefektury Nara. Důležitou událostí, která dělí toto období na dvě části, bylo založení hlavního města Asuka na jih od dnešní Nary a také oficiální příchod buddhismu do Japonska v roce 538.

### Období Kofun (250 – 538)

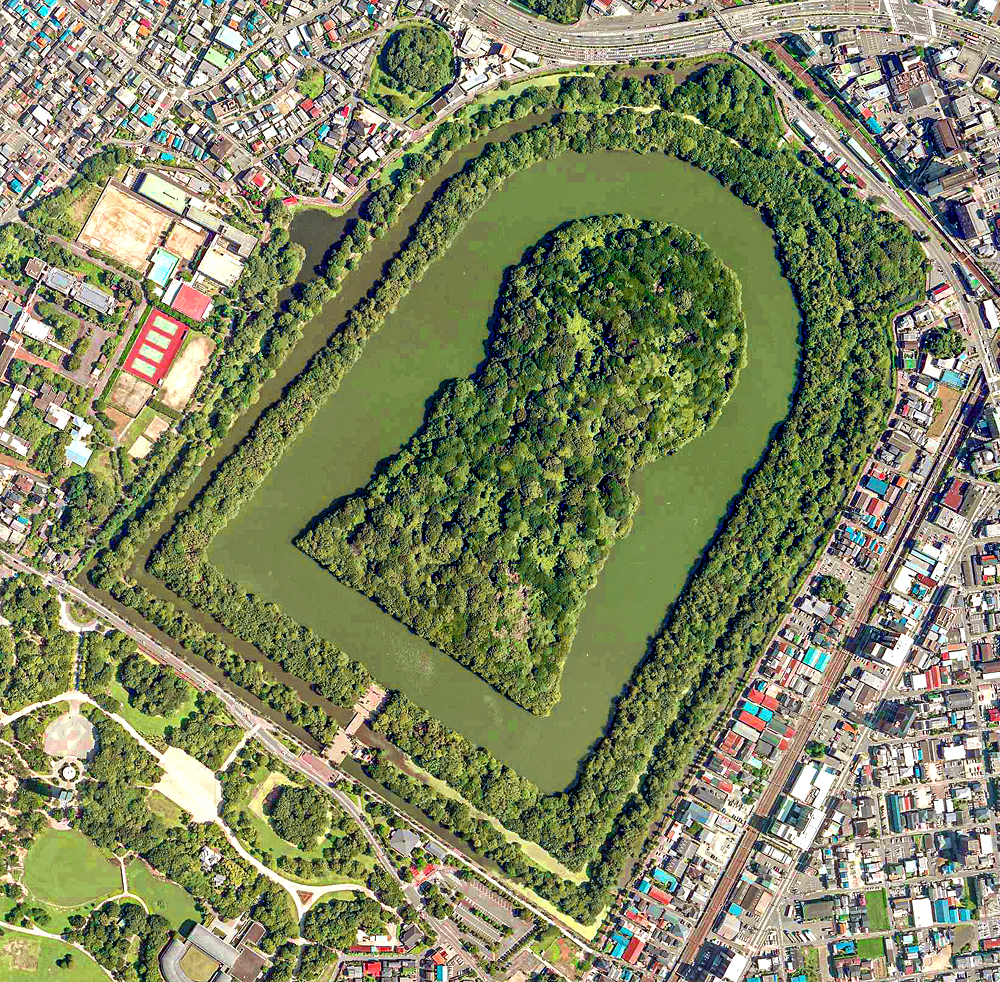
Mohyla (kofun) ve tvaru klíčové dírky v Ósace, pravděpodobně hrobka císaře Nintoku.

Období Kofun (古墳時代; Kofun-džidai) trvalo přibližně od roku 250 do roku 538.
Věda ještě stále nedospěla k definitivnímu názoru a k jednoznačné odpovědi na otázku, kdy Japonci vytvořili jednotný stát a zformovali národ. Předpokládá se, že se tak stalo mezi 4. a 6. stoletím n. l. V takovém případě se toto období kryje s obdobím mohylové kultury, která vystřídala kulturu Jajoi a trvala od konce 3. století do poloviny 6. století. Mohylová kultura se vyznačovala stavbou velkých sypaných mohyl (kofun), sloužících jako monumentální hroby vládnoucí elity. Do této doby spadá vzestup rodu Jamato, mocné dynastie, která se koncentrovala v západní části Japonska (v regionu Asuka). Přestože už v Japonsku bylo známe čínské písmo, jeho používání bylo omezené na obchodní styky s Koreou a Čínou. Jedinými písemnými informacemi o životě v Japonsku v tomto období jsou čínské prameny.

## Tradiční Japonsko

### Období Asuka (538 – 710)
Období Asuka (飛鳥時代; Asuka-džidai) trvalo přibližně od roku 538 do roku 710.
Toto období bylo svědkem nástupu buddhismu a čínského písma z asijského kontinentu a budování centralizovaného státu rodem Jamato. Podle čínského modelu vytvořili centrální správu a soustavu soudů (státní zřízení Ricurjó) a společnost byla organizována podle zaměstnání – rolníci, rybáři, tkalci, hrnčíři, řemeslníci, zbrojaři ap.
Právě z tohoto období pocházejí první písemné památky psané samotnými Japonci, kteří převzali čínské znakové písmo a přizpůsobili ho svému jazyku. V písemné historii lze první zmínku o Japonsku najít v roce 57, kdy bylo poprvé zmíněno v čínských záznamech jako národ „Wa“ neboli „trpasličí stát“. Japonská kronika popisuje legendárnější dějiny Japonska, podle kterých odvozuje lid Japonska svůj původ od samotných bohů.
Koncem 6. století dynastie Jamato definitivně ztratila moc (což na dlouhý čas znamenalo i konec jednotného Japonska) a vlády se zmocnily progresívnější rodiny orientované na buddhismus. V celku je možné toto období považovat za začátek současné japonské kultury.

### Období Nara (710 – 794)
Období Nara (奈良時代; Nara-džidai) trvalo od roku 710 do roku 794.
Založení hlavního města Heidžó-kjó (dnešní Nara) znamená začátek období Nara, které můžeme charakterizovat postupným vyzráváním společenského zřízení ricurjó, inspirovaného Číňany, a aktivním přijímáním ostatních výdobytků čínské kultury a technologií. Toto období se stalo také svědkem rozkvětu umění známého jako kultura Tempjó, sestavením prvních japonských historických kronik Kodžiki a Nihonšoki a také první z velkých sbírek japonské poezie – Manjóšú. Buddhismus dosáhl oficiálního uznání jako státní náboženství a buddhistické chrámy se stavěly po celém Japonsku ve snaze podpořit autoritu centralizovaného státu. Aby se zabránilo neustále rostoucímu politickému vlivu buddhistických klášterů, kterým velkorysými dary vzrostla moc natolik, že si vydržovaly vlastní vojska a začaly soupeřit s císařským dvorem, přeložil císař roku 784 hlavní město do Nagaoka-kjó a o 10 let později 11. listopadu 794 do Heian-kjó (dnešní Kjóto).

### Období Heian (794 – 1185)

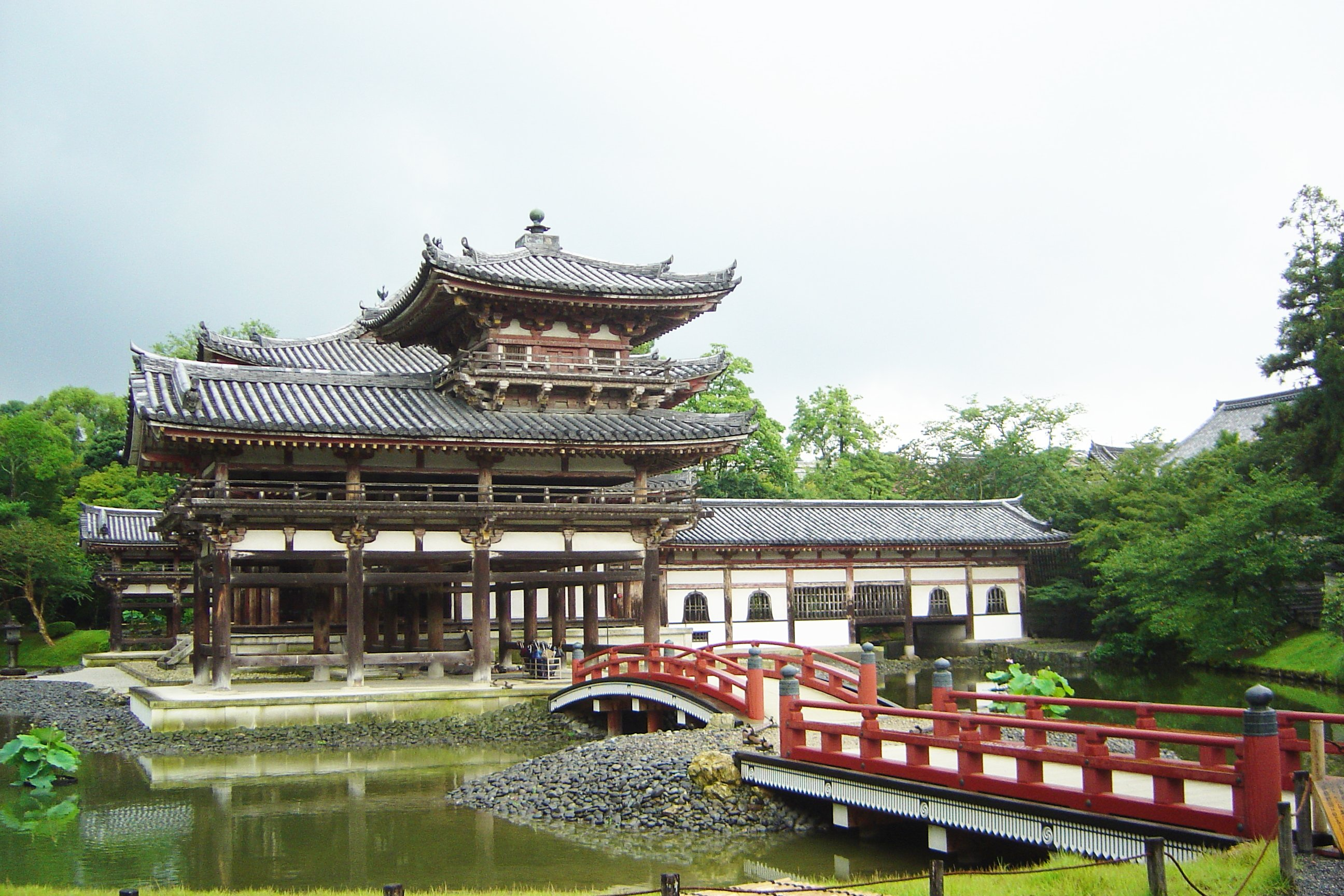
Chrám Bjódóin z roku 998 se slavnou Fénixovou síní

Období Heian (平安時代; Heian-džidai) trvalo od roku 794 do roku 1185.
Období Heian začíná založením nového hlavního města císařství v Heian-kjó (794). Byly to časy ohromné tvořivosti v literatuře (Gendži Monogatari – Příběh prince Gendžiho, Kokinšú), náboženství (vzkvétaly buddhistické sekty Tendai, Šingon) a umění (styl v architektuře a úpravě zahrad, ve svitkových malbách a buddhistickém sochařství). Čínské literární umění a konfucianismus neztrácely svůj vliv, ale japonský jazyk nacházel mnohem jednodušší vyjadřování v próze a verši rozvojem slabičného písma kana. V Japonsku taktéž vzniká zenové umění čajového obřadu a aranžování květin (ikebana).
V tomto období sice vládl mír a bezpečnost, ale politická situace se vyhrocovala. Příčinou byla přetrvávající decentralizace Japonska. Jednotlivé provincie měly značný stupeň autonomie a tento stav se nezlepšil ani nahrazením regionálních vůdců jmenovanými guvernéry. Skutečná moc se přenesla z císaře na klanové vůdce, kteří měli vlastní vazaly a vojenské družiny. V průběhu období Heian ztratili císaři i poslední zbytek kontroly nad zemí a vládu převzal klan Fudžiwara. Jednotlivé provincie si však i nadále nárokovaly právo na ovládnutí celé země. Zlom nastal v roce 1155, kdy Chryzantémový trůn zůstal bez nástupce a došlo k občanské válce Heidži, kterou definitivně získaly vliv rodiny Taira a Minamoto, mezi nimiž zuřily boje o moc a vliv na císařský trůn. Na konci období Heian byla převážná část rodu Minamoto vyvražděna a tím získal rod Taira vedoucí postavení. Tairové přebrali dvorské hodnosti, sami si udělovali funkce a držbu půdy v provinciích se snahou ovládnout úplně císařský úřad. V roce 1185 v bitvě u Dannoury byl rod Taira poražen rodem Minamoto. Touto bitvou skončilo období Heian.

## Feudální Japonsko

### Období Kamakura (1185 – 1333)

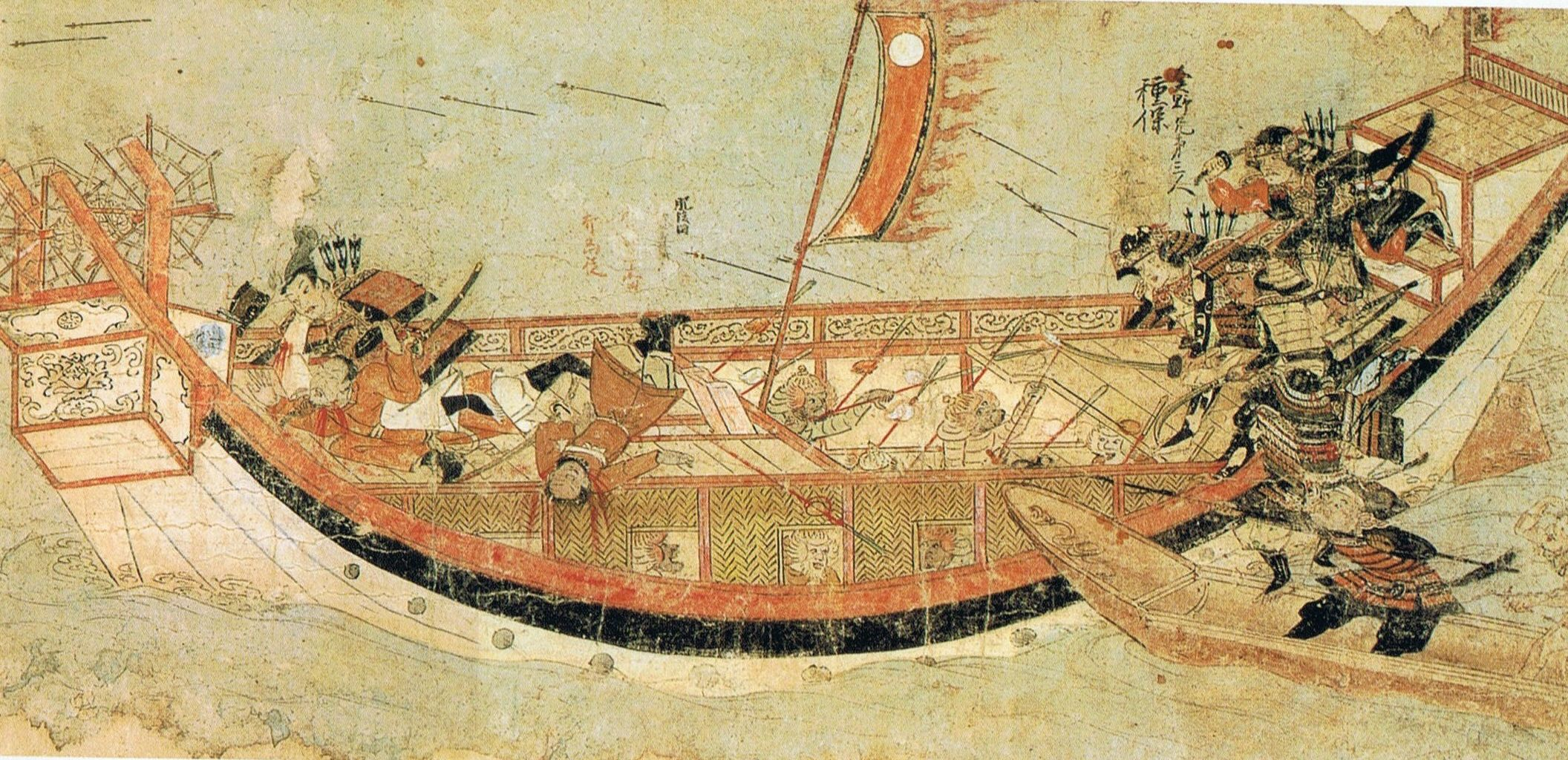
Japonští samurajové se naloďují na mongolskou loď v roce 1281.

Období Kamakura (鎌倉時代; Kamakura-džidai) trvalo od roku 1185 do roku 1333.
Vítězství Minamotů nad Tairy na konci 12. století znamenalo začátek nového režimu. Joritomo Minamoto získal v roce 1192 titul šóguna, což byla formálně nejvyšší funkce v systému vojenské vlády a v Kamakuře založil šógunát neboli bakufu. Stal se diktátorem, který vládl za pomoci rodiny a feudálních svazků. Šógun se stal významnou japonskou institucí, i když po Joritomově smrti byli jeho mužští potomci vyvražděni a moc převzali regenti šógunů (šikken) z rodu Hódžó, kteří do funkce šóguna dosazovali poslušné loutky. Důležitou událostí tohoto období japonských dějin byly dva mongolské pokusy o invazi do Japonska v letech 1274 a 1281. Oba skončily neúspěchem, zčásti dílem přírody v podobě ničivých tajfunů (v Japonsku nazvaných „božský vítr“ – kamikaze) a zčásti díky zuřivé obraně japonských samurajů. Mongolské útoky přispěly k zvýšení prestiže samurajské třídy, ale zároveň uvrhly do problémů kamakurský šógunát, který obránce nedokázal odměnit za jejich služby. V 20. letech 14. století se vojenští vazalové, nespokojení s rodem Hódžó, shromáždili okolo císaře Godaiga. S podporou rodu Ašikaga byl Godaigo schopný svrhnout šógunát a v roce 1333 se pokusil obnovit přímou císařskou vládou.
Mezi nejvýraznější rysy tohoto období patří kult bojovníka neboli samuraje, který byl ceněný pro svoji schopnost skvěle zacházet se zbraněmi, pro svou věrnost, schopnost snášet bolest a připravenost zabít v případě nutnosti i sám sebe. Japonské meče (nejznámějším je katana), které byly vyráběny mistrovskými cechy, měly tak vynikající kvalitu, že se staly předmětem uctívání.
V tomto období můžeme vysledovat i výraznější nástup nových buddhistických sekt. Mezi prostým obyvatelstvem se staly populárními sekty vzývající buddhu Amidu (sekta Čisté země a Pravá sekta Čisté země) a sekty propagující učení vycházející z Lotosové sútry (Ničirenova sekta). Mezi vojenskou šlechtou se rozšířil zenbuddhismu, který ji přitahoval svým důrazem na kázeň a meditace. S nástupem zenbuddhismu je spjat i počátek tradice čajového obřadu v Japonsku.

### Období Muromači (1333 – 1568)

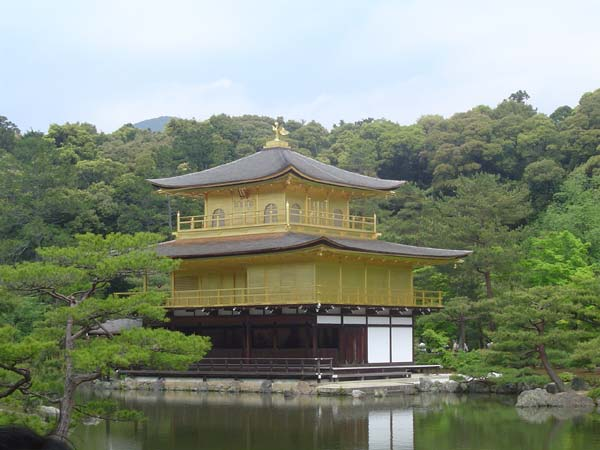
Kinkakudži, Zlatý pavilon v Kjótu z roku 1397

Období Muromači (室町時代; Muromači-džidai) trvalo od roku 1333 do roku 1568.
Začátkem období Muromači je zničení šógunátu Kamakura silami vedenými Takaudžim Ašikagou, který přešel na stranu císaře Godaiga a svrhl rodinu Hódžó. Postupně se obrátil i proti Godaigovi, jenž se pokoušel o návrat moci do rukou císaře v tzv. restauraci Kemmu (1333-1336) a podpořil nástupnictví jednoho z princů. Císař utekl do hor na jih od Kjóta a postavil se na odpor. Tímto se císařský rod rozdělil na Severní dynastii a Jižní dynastii (tzv. období Nanbokučó), které mezi sebou soupeřily až do roku 1392, kdy Jižní dvůr kapituloval.
Protože šógunát Ašikaga ani zdaleka nedosahoval autority svého kamakurského předchůdce, nebyl schopný držet na uzdě ambice mocných knížat-hejtmanů (šugo daimjó), čímž jeho autorita dále klesala a po válce Ónin v letech 1467 až 1477 už byla jeho existence pouze formální. Po této válce následovalo století občanských nepokojů a neustálých válek mezi jednotlivými knížectvími označované jako období Sengoku neboli období válčících knížectví (1467 – 1568).
V roce 1543 přistáli v Japonsku první Evropani – portugalští mořeplavci, kteří připluli na čínských lodích. Portugalci seznámili Japonce s evropskými střelnými zbraněmi, které se ve válkami zmítaném Japonsku rychle rozšířily. Na evropských lodích přijížděli nejen obchodníci, kteří přeměnili Nagasaki z rybářské vesnice na vzkvétající přístav, ale i jezuitští misionáři včetně svatého Františka Xaverského. V průběhu několika desetiletí se tu podařilo rozšířit křesťanství do takové míry, že podle údajů z roku 1582 bylo v Japonsku v té době kolem 150 tisíc křesťanů a asi 200 kostelů.

### Období Azuči-Momojama (1568 – 1600)
Období Azuči-Momojama (安土桃山時代; Azuči-Momojama-džidai) trvalo od roku 1568 do roku 1600.
Období Azuči-Momojama je definované vzestupem tří po sobě následujících hegemonů: Ody Nobunagy, Tojotomiho Hidejošiho a Tokugawu Iejasu, kteří přinesli politické sjednocení Japonska po století občanských válek. Velký válečník Oda Nobunaga obsadil v roce 1568 Kjóto, ale byl nucený bojovat zbytek života s rivaly z řad šlechty a s vojenským odporem buddhistických sekt. Poté, co byl zabit, jeho zástupce Tojotomi Hidejoši si postupně podmaňoval jeden klan za druhým. Protože chtěl odvrátit zájem šlechty a samurajů od domácích bojů, vedl v roce 1592 invazi do Koreje, která byla v té době čínským protektorátem. Japonci ztratili převahu na moři a jejich vojska byla poražena. Po této katastrofě nepodnikli v následujících 300 letech žádnou vojenskou výpravu do zahraničí.

### Období Edo (1603 – 1867)

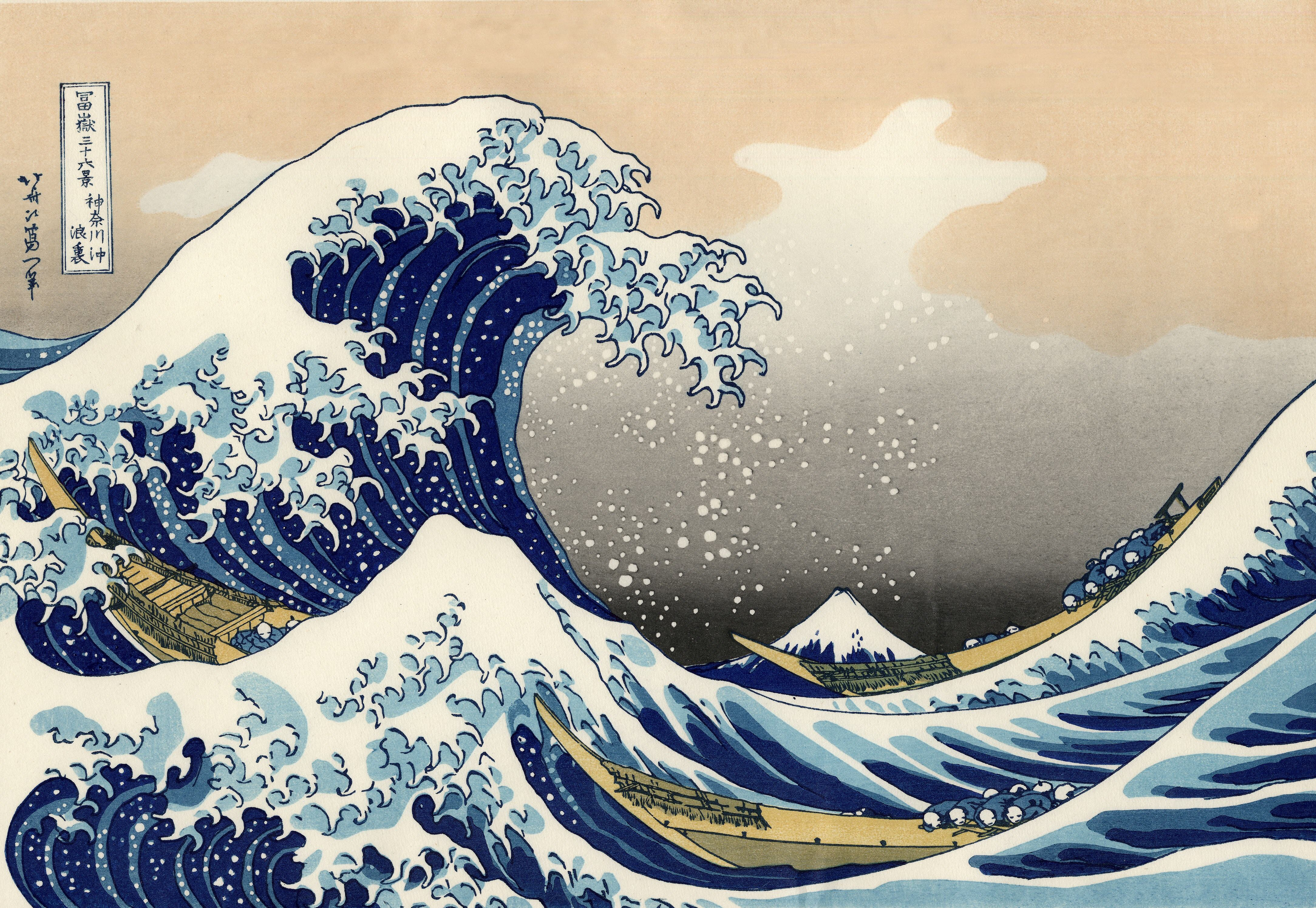
„Velká vlna u břehů Kanagawy“, barevný tisk od Hokusaie, 1823 až 1829

Období Edo (江戸時代; Edo-džidai) trvalo od roku 1603 do roku 1867.
Po Hidejošiho smrti převzal moc jeho největší vazal Tokugawa Iejasu a v roce 1603 formálně založil nový šógunát na hradě ve městě Edo (dnešní Tokio), které se postupně stalo japonským hlavním městem a pomalu se rozrostlo do obrovských rozměrů. Tokugawský šógunát přetrval 15 generací, tzn. 264 let, až do roku 1867. Iejasu a jeho následovníci se snažili udržet společenské třídy od sebe oddělené a zakazovali přijímání nových členů do elitních a privilegovaných skupin, jako byla například třída samurajů. Samotný Iejasu v zásadě podporoval zahraniční obchod (byť pronásledoval křesťany), jeho nástupci však razili politiku národní izolace (sakoku), včetně zákazu cest Japonců za hranice a zákazu cizích knih. Jedinou výjimkou z tohoto izolacionismu byly určité omezené styky s Čínou a Nizozemskem prostřednictvím přístavu v Nagasaki.
V letech 1853–1854 přinutil během dvou výprav k japonským břehům americký komodor Matthew Perry pod hrozbou dělostřelby japonskou vládu otevřít několik přístavů zahraničním lodím (viz Ansejské dohody). Tento incident značně oslabil autoritu vlády a vedl k jejímu postupnému pádu. V této situaci hrozilo, že se k moci dostanou ultrakonzervativní samurajové. Většina společnosti však dala přednost otevření se západním „vymoženostem“ a poslední šógunát v Japonsku se zhroutil.

## Moderní Japonsko

### Období Meidži (1868 – 1912)

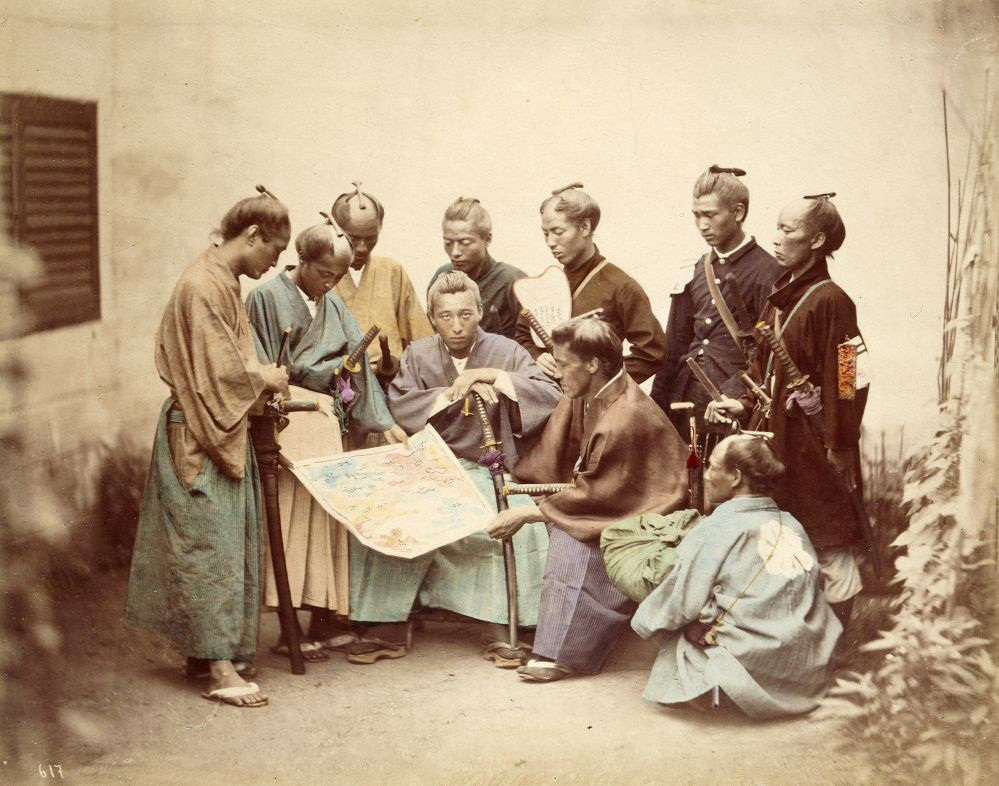
Samurajové z klanu Sacuma během války Bošin. Fotografie Felice Beata

Období Meidži (明治時代; Meidži-džidai) trvalo po dobu vlády císaře Mucuhita od roku 1868 do roku 1912.
Reformy Meidži (6. dubna 1868) byla série reforem japonského císaře Mucuhita, které začaly po roce 1868 měnit zastaralé feudální Japonsko v moderní stát. Nejviditelnějším a nejtrvalejším výsledkem reforem Meidži byla centralizace správního systému. Prosazení císařovy vlády bylo nutným a významným krokem směrem k centralizaci. Šógunát byl svržen a bylo obnovené císařství. Mladý císař se přestěhoval do Eda, které přejmenoval na Tokio (“východní hlavní město”) a zahájil okamžitě řadu reforem. Mezi nimi bylo ustavení parlamentu, sněmu a nejvyššího soudu, zavedení veřejného systému poštovních služeb, přijetí moderní jednotné měny a otevření tokijské burzy. Bylo zrušeno tradiční rozvrstvení společnosti, nastolena formální rovnoprávnost pohlaví a v roce 1873 byly zrušeny všechny restrikce proti křesťanství. Zároveň byli ze západu povoláni odborníci, kteří měli za úkol vybudovat či inovovat železnice a průmysl, armádu, loďstvo a architekturu.
Rokem 1876 se inspiroval film Poslední samuraj s Tomem Cruisem v hlavní roli. Film je inspirován tzv. Sacumským povstáním a příběhem Julese Bruneta.
V lednu 1902 uzavřelo Japonsko významnou spojeneckou smlouvu s Velkou Británií, která ještě stále byla největší imperiální velmocí. V roce 1904 se spory s Ruskem o Koreu a Mandžusko vyostřily a Japonsko zahájilo útok na ruskou flotilu v přístavu Port Arthur. Po vítězné válce Japonsko podepsalo s Ruskem v září 1905 Portsmouthský mír a získalo část ostrova Sachalin, jihomandžuskou železnici a uznání svých zvláštních práv v Koreji. S Koreou nakonec Japonsko 22. srpna 1910 podepsalo smlouvu o její úplné anexi.

### První světová válka
Během první světové války se Japonsko postavilo na stranu spojenců. 23. srpna 1914 vyhlásilo Japonsko válku Německu. V roce 1918 bylo Japonsko přizvané na mírovou konferenci do Versailles, kde mu byla uznána nadvláda nad několika tichomořskými ostrovy, německými základnami v Číně a Japonsku bylo přiděleno křeslo v radě Společnosti národů. Svojí skromnou účastí v první světové válce si Japonsko zvýšilo mezinárodní pozici v Asii a Tichomoří.

### Meziválečné období
Po skončení první světové války nebyla politika Japonska už tak agresivní, ale důsledky hospodářské krize a rychlého růstu obyvatelstva vedly ke změně postoje. Stále větší vliv získávala armáda, což mělo za následek nástup militarismu, byť i v rámci armády existovaly rozdílné názory. Ultranacionalistické frakce se několikrát pokusily o svrhnutí vlády a císaře Hirohita. Vojenští velitelé začali vyhledávat možnosti násilného zvětšení japonského území v Asii, což jim mělo pomoci vyřešit domácí hospodářské problémy. Cílem jejich útoků se stala Čína. Světové mocnosti požadovaly, aby Japonsko stáhlo své jednotky z Číny a obnovilo její svrchovanost. Jako reakci na tyto požadavky Japonsko vystoupilo ze Společnosti národů a i nadále pokračovalo ve výbojné politice.

### Druhá světová válka

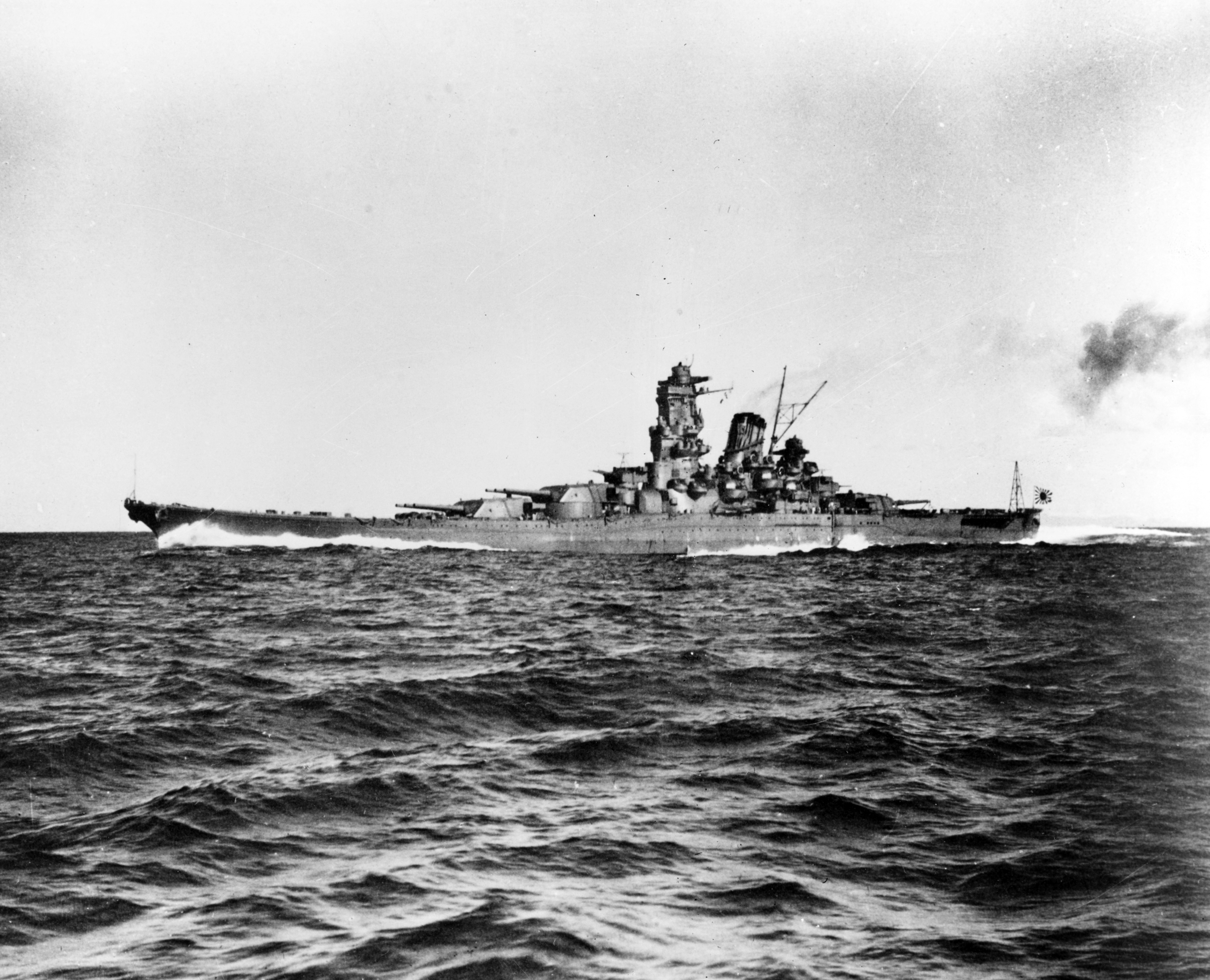
Japonská bitevní loď Jamato, největší bitevní loď v historii, 1941

Když v roce 1939 vypukla válka v Evropě, japonská vláda váhala ke komu se má přidat, aby se dostala z problémů, které si vytvořila v Číně. Zároveň na ni byl vyvíjen tlak ze strany USA, které požadovaly stažení Japonska z Číny, a omezovaly dodávky ropy a hrozili jejich úplným zastavením, Japonsko mělo zásoby ropy jen na 40[zdroj⁠?!] dní. Japonská vláda se musela rychle rozhodnout, jestli se stáhnout z Číny a důvěřovat americké dodávce ropy, nebo pokračovat v ofenzívě a pokusit se dosáhnout ropných ložisek v Zadní Indii. Rozhodla se i pod tlakem militaristů pro druhou variantu. V roce 1940 japonská vláda podepsala trojstrannou dohodu s Německem a Itálií, od které si slibovala zabezpečení dostatku nerostných surovin pro válku s Čínou. USA se ale postavily na stranu Číny, vyhlásily vůči Japonsku celkové obchodní embargo a zmrazily japonské finanční zdroje. Na to Japonsko odpovědělo útokem na Pearl Harbor 7. prosince 1941. Touto událostí byly do druhé světové války vtaženy i USA. Po počátečních japonských úspěších na tichomořském bojišti přišel záhy bod zvratu v bitvě o Midway začátkem června 1942, kdy Japonsko ztratilo čtyři letadlové lodě a přišlo o značné množství vycvičeného palubního personálu. Iniciativu na tichomořském válčišti převzali Spojenci, kteří počátkem srpna 1942 zahájili protiofenzívu vyloděním na Guadalcanalu.
V roce 1945 obsadily USA ostrovy Iwodžima a Okinawa. Velení japonského námořnictva se uchýlilo k zoufalé taktice sebevražedných leteckých útoků zvaných „božský vítr“ – kamikaze. Mladí, nezkušení piloti se s letadly plnými výbušnin vrhali proti americkým válečným lodím, ale navzdory jistým úspěchům nemohli americkému vítězství zabránit. Američané pak 6. srpna shodili na japonské město Hirošima atomovou bombu. 8. srpna vyhlásil Sovětský svaz Japonsku válku obsadil Mandžusko, Severní Koreu, Sachalin a Kurilské ostrovy. O den později 9. srpna svrhli Američané další atomovou bombu na město Nagasaki. Následkem těchto událostí 15. srpna 1945 Japonsko bezpodmínečně kapitulovalo.
V období druhé světové války také japonští vojáci zneužívali zadržené jihokorejské ženy, které využívali jako sexuální otrokyně.

### Současnost
Po porážce Japonska v II. světové válce následovalo období okupace americkými silami, které ale bylo i obdobím rozsáhlých demokratických reforem včetně přijetí nové ústavy. Od konce války do 70. let uplatňovalo Japonsko zcela unikátní systém tržního plánovaného hospodářství, postaveného na slevách na dani pro ty, kdo splnili centrální plán. Volnost podnikání však nebyla nijak omezena. Například silný automobilový průmysl vyrostl navzdory těmto plánům, které s ním v takové míře vůbec nepočítaly. Do 60. let se japonská ekonomika díky velmi nízkým daním, odmítání výdajů na armádu a zapojení se do válek vedených USA (s poukazem na novou ústavu zakazující válku) a využití nových technologií zotavila z válečných škod a dostala se na třetí místo na světě, co do HDP. Zemi těžce zasáhla ropná krize v 70. letech a následující celosvětová recese. Provedla však základní restrukturalizaci ekonomiky, obnovila své členství v mezinárodních organizacích a během 80. let pokračovala v silném hospodářském růstu, který přeměnil Japonsko na druhou nejsilnější světovou ekonomiku. V 90. letech přišlo období deflace a minimálního růstu hospodářství. Potřebné reformy se prováděly pomalu a váhavě a výsledky se začaly dostavovat až na počátku 21. století. V roce 2007 zasáhla Japonsko světová finanční krize, která zvýšila hodnotu jenu o několik desítek procent, čímž uvrhla japonské exportéry do velkých problémů, naopak pomohla obdobně zaměřeným jihokorejským konkurentům. V roce 2009 je poprvé od 50. let narušena vláda Lidově demokratické strany a nahrazuje ji Demokratická strana, v jejímž čele stojí Kan Naoto. Demokratická strana však svůj program založila pouze na kritizování předchozí vlády a proto se v roce 2012 vrací do čela Lidově demokratická strana a Šinzó Abe.
Smrtí císaře Šówa (Hirohito) v roce 1989 a s nástupem císaře Akihita na trůn začalo nové období japonské historie – období Heisei. Po abdikaci císaře Akihita nastoupil na trůn v roce 2019 císař Naruhito a zahájil tak období Reiwa.